# Antoine Vendois
 (juin 2025).
Antoine Vendois est un homme politique français né le 8 avril 1794 à Maroilles (Nord) et décédé le 8 avril 1867 à Maroilles.
Médecin à Maroilles en 1848, il est chef de bataillon de la garde nationale et conseiller d'arrondissement. Il est député du Nord de 1848 à 1849, siégeant avec les républicains modérés partisans du général Cavaignac.

## Sources bibliographiques
- « Antoine Vendois », dans Adolphe Robert et Gaston Cougny, Dictionnaire des parlementaires français, Edgar Bourloton, 1889-1891 [détail de l’édition]